# 中城邑
中城邑，中国古邑名。
春秋鲁成公九年（公元前582年），鲁国筑中城，设中城邑。故城在今江苏省沭阳县潼阳镇。